# Eocuma taprobanicum
Eocuma taprobanicum is een zeekommasoort uit de familie van de Bodotriidae. De wetenschappelijke naam van de soort is voor het eerst geldig gepubliceerd in 1904 door Calman.